# Knipolegus franciscanus
Knipolegus franciscanus (лат.) — вид птиц из семейства тиранновых. Эндемик Бразилии. Естественной средой обитания являются субтропические и тропические сухие леса, а также кустарники. Птицы не перелётные. Часто считался подвидом Knipolegus aterrimus.

## Описание
Небольшие певчие птицы длиной 16 см. Для данного вида характерен половой диморфизм. Самец полностью глянцево-чёрный с серым клювом и частично белый под крыльями. Самка сильно отличается от самца, она серого цвета сверху и кремового цвета снизу. У обоих полов красная радужка.
МСОП присвоил виду охранный статус LC.